# Gaultheria
Gaultheria es un género de arbustos de la familia Ericaceae. Estas plantas son nativas de Asia, América y Australasia. Comprende 330 especies descritas y de estas, solo 144 aceptadas.

## Descripción
Las especies varían de rastreras de 10 cm de altura a 2,5 metros o en el caso de G. fragantissima del Himalaya que alcanza 5-6 metros como un pequeño árbol. Las hojas son perennes, simples y varían de 0,30-10 cm de largo, los bordes finamente serrados en la mayoría de las especies, algunas los tienen enteros. Las flores son solitarias o en racimos, acampanadas y una corola de cinco lóbulos, el color varía del blanco, al rosa o rojo. La fruta es una baya carnosa en algunas especies o una cápsula seca en otros con numerosas semillas.

## Taxonomía
El género  fue descrito por Carlos Linneo y publicado en Species Plantarum 1: 395. 1753. La especie tipo es:  Gaultheria procumbens L. 
Etimología
Gaultheria, nombre genérico, mal escrito,  otorgado por el escandinavo Pehr Kalm en 1748 en honor de Jean François Gaultier de Quebec.

## Especies seleccionadas
| - Gaultheria adenothrix - Gaultheria anastomosans - Gaultheria antarctica - Gaultheria antipoda - Gaultheria caudata - Gaultheria codonantha - Gaultheria cumingiana - Gaultheria cuneata - Gaultheria depressa - Gaultheria erecta - Gaultheria eriophylla - Gaultheria forrestii - Gaultheria fragrantissima - Gaultheria hirtiflora - Gaultheria hispida - Gaultheria hispidula - Gaultheria hookeri - Gaultheria humifusa - Gaultheria insana - Gaultheria itoana - Gaultheria lanceolata - Gaultheria lanigera - Gaultheria macrostigma - Gaultheria miqueliana | - Gaultheria mucronata - Gaultheria myrsinoides - Gaultheria nummularioides - Gaultheria oppositifolia - Gaultheria ovatifolia - Gaultheria parvula - Gaultheria phillyreifolia - Gaultheria procumbens - Gaultheria pumila - Gaultheria pyroloides - Gaultheria renjifoana - Gaultheria reticulata - Gaultheria rupestris - Gaultheria semi-infera - Gaultheria shallon - Gaultheria sinensis - Gaultheria stapfiana - Gaultheria tasmanica - Gaultheria tetramera - Gaultheria thymifolia - Gaultheria tricophylla - Gaultheria veitchiana - Gaultheria wardii - Gaultheria yunnanensis |